# Eva (Alabama)
Eva es un pueblo ubicado en el condado de Morgan en el estado estadounidense de Alabama. En el censo de 2000, su población era de 182. 

## Demografía
En el 2000 la renta per cápita promedia del hogar era de $ $38.958 , y el ingreso promedio para una familia era de $45.781. El ingreso per cápita para la localidad era de $19.069. Los hombres tenían un ingreso per cápita de $32.159 contra $21.875 para las mujeres.

## Geografía
Eva está situado en 34°19′31″N 86°44′52″O / 34.32528, -86.74778 (34.325209, -86.747722).
Según la Oficina del Censo de los EE. UU., la ciudad tiene un área total de 2.92 millas cuadradas (7.57 km ²).